# ماتیاس فونسکا (بازیکن فوتبال، زاده ۲۰۰۱)
ماتیاس فونسکا (انگلیسی: Matias Fonseca؛ زادهٔ ۱۲ مارس ۲۰۰۱) بازیکن فوتبال اهل ایتالیا است.
وی همچنین در تیم ملی فوتبال زیر ۱۹ سال ایتالیا بازی کرده‌است.